# Таврический монетный двор
Таврический монетный двор в Феодосии (обозначение на реверсе — ТМ) — монетный двор Российской империи, работал в период с 1787 по 1788 годы. Эвакуирован перед Русско-турецкой войной и к работе не вернулся. Был организован на основе монетного двора Крымского ханства после его завоевания Российской империей. Задолго до этого в XIV веке в Каффе также работал генуэзский монетный двор.

## История
Монетный двор был создан по инициативе Г. А. Потемкина в 1787 году (идея возникла в 1783) путём модернизации ханского монетного двора, чеканившего в 1780—1783 годах под фактическим протекторатом Российской империи медные монеты европейского качества, ориентированные массой на монеты Екатерины II. Феодосию (недавно переименованную из Каффы), морской порт и региональный центр с гражданскими и военными объектами, предпочли Бахчисараю, бывшей столице Крымского ханства, где также имелся монетный двор. Здания нового монетного двора за городом были удобнее тесных и старых помещений в Бахчисарае, типично восточном городе, более опасном месте для монетного двора. Условия в Феодосии позже переоценили, но символическое значение устройства монетного двора в Крыму очевидно (власть империи утверждалась надолго). Монетный двор работал в двух милях от города в Ташлыке — пригороде Каффы.
19 сентября 1783 года генерал-прокурор князь А. А. Вяземский объявил Монетному департаменту приказание императрицы обследовать Каффский монетный двор и привести его в состояние пригодное для чеканки монеты. Был назначен управляющим Иван Карлович Затлер, минцмейстером — И. Ю. Гинц. Из Санкт-Петербурга в Феодосию направили часть персонала и инструменты, из Москвы — другую часть персонала и припасы. Строительство монетного двора поручили лейтенант-полковнику Деррингу. Цветных, а тем более драгоценных металлов для постоянной работы не было. Обер-директор Феодосийской таможни коллежский советник Мавроен предложил медь покупать либо выменивать на соль и пшеницу в Анатолии (соль и пшеница в Российской империи были дешевле, чем в Османской империи, анатолийская медь в Крыму — дешевле привозной российской меди). Скупали медь в Евпатории, Феодосии, Балаклаве по 4 рубля 6 копеек за пуд. Вторичным сырьем послужили пятаки образца 1723 (на 4-3 тысячи рублей), постепенно скапливавшиеся в новороссийских казначействах. Другие ресурсы добывались также трудно: транспорт использовали для нужд армии, запаса древесины на строительство не было, для кузнечных работ не хватало дров. Вывоз в 1778 около 30 тысяч христиан в Приазовье создал немалые трудности при комплектовании персоналом. Работали на монетном дворе цыгане, татары, бродяги, осужденные. О. Ф. Ретовский упоминал немецкого мастера, взятого для чеканки монет (Б. В. Кёне полагал, что это мог быть Якоб Рейхель, медальер Варшавского двора, отец Я. Я. Рейхеля). Еженедельный тираж пятаков не превышал 40 тысяч штук, поэтому выпуск не был достаточным для покрытия расходов на чеканку. Производительность была в 4 раза меньше, чем у Аннинского монетного двора, и в 6—7 раз меньше, чем у Садогурского..
Франсиско Миранда, бывший в Крыму в свите Г. А. Потёмкина в январе 1787 года во время подготовки к Таврическому вояжу Екатерины II, писал: "Рядом [с недостроенным дворцом] помещается монетный двор того самого хана, используемый русскими по тому же назначению. Это здание лучше султанского заведения подобного предназначения в константинопольском серале. Побывав там, мы убедились, что татары, работавшие здесь раньше, и теперь охотно чеканят монеты для новых хозяев, которые обращаются с ними гуманно и доброжелательно. Недурной урок для покорителей Америки. Чеканятся монеты, состоящие из меди и лишь на одну треть из серебра... но выглядят так, будто сделаны из чистого серебра, весьма тонкой работы, и удобны в обращении. Это все придумал князь [Потёмкин], подаривший Нассау и мне полный комплект [монет различного достоинства].".
С началом в 1787 году очередной Русско-турецкой войны, из опасения нападения турок на Феодосию чеканку прекратили, в Симферополь вывезли готовую монету и около 40 тысяч ещё неперечеканенных крестовиков (в центральной Российской империи их уже оставалось мало, в Крыму население стало сдавать крестовики именно в Феодосию). Управляющий И. К. Затлер остался в Крыму. Монетопечатающее оборудование вывезли в Карасубазар. Медь, свыше 1267 пудов, оставалась до 1793 года на территории двора, в январе 1794 года была передана Таврическим губернатором князем П. А. Зубовым епископу Феодосийскому Иову для литья церковных колоколов. Оборудование вывезли в город Берислав, где хранили до 1796 года, пока в соседнем Херсоне временный монетный двор не начал подготовку к павловскому перечекану. Так как работы не начались, оборудование распродали с аукциона за 1549 рублей. Здания монетного двора в 1796 году перестроили в казармы.

## Монеты

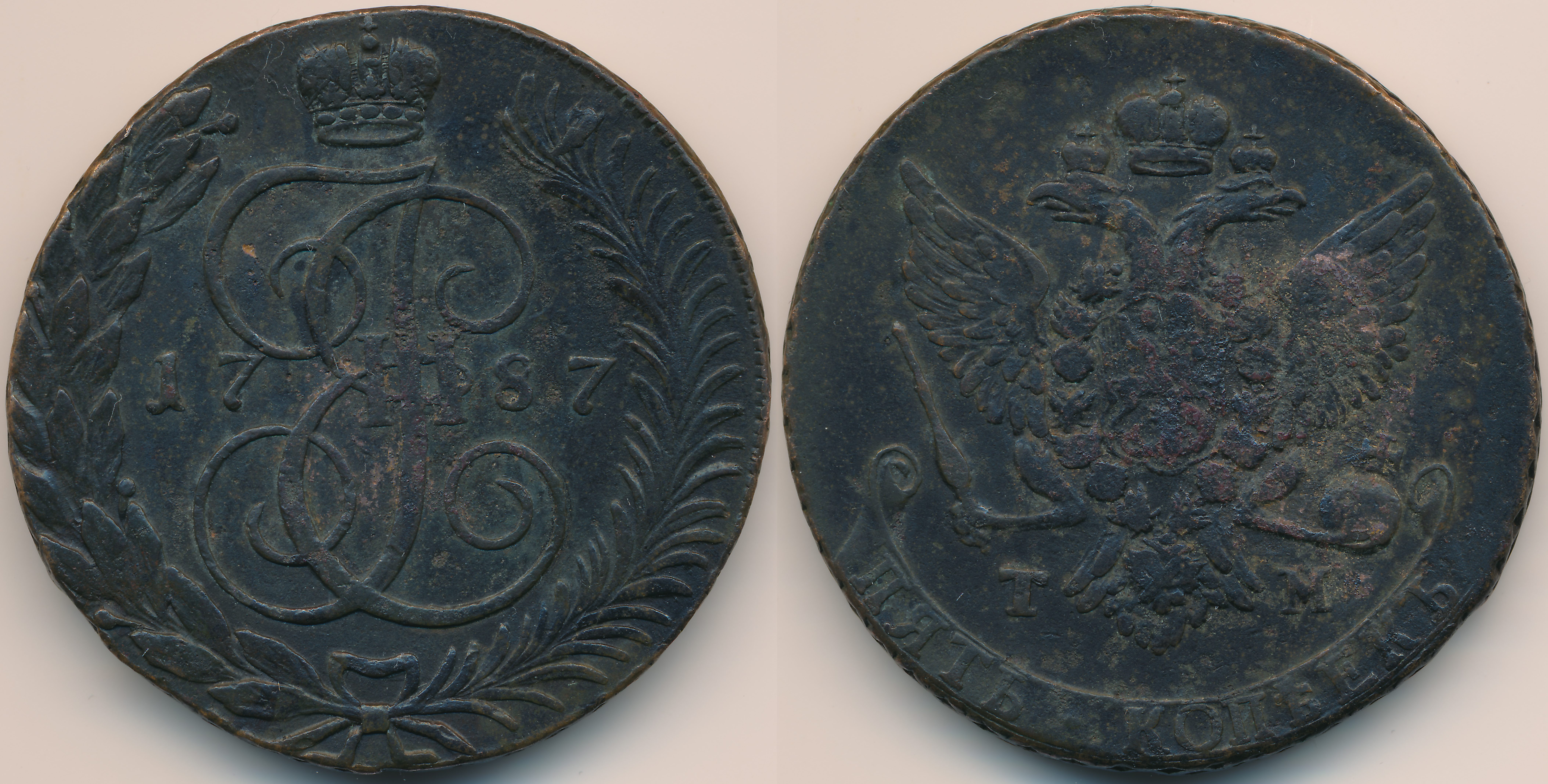
Монета номиналом 5 копеек, отчеканенная в 1787 году на Таврическом монетном дворе, очень редкая

В 1787—1788 годах на переоснащенном монетном дворе чеканили 5 и 2 копеечные монеты ТМ. В 1788 году 2 копейки только перечеканивали (по данным П. П. Винклера) из пятаков-крестовиков. Это совладает с данными
Р. Зандера, но, возможно он опирается на Винклера. Следы перечеканки на монетах видны редко (известен один такой подлинник). Возможно, использовали закупленное Шахин Гераем в Варшаве монетопечатающее оборудование, при перечеканке не оставлявшее следов прежнего изображения. Небольшая феодосийская перечеканка — часть выполнения общей программы целенаправленной массовой перечеканки монет 32-рублевой (а попутно и монет 40- и 8-рублевой) стопы, проводившейся в 1788—1789 годах прежде всего в Санкт-Петербурге и Москве. В 1787 году для гурчения пятаков сначала использовали шнуровидный гурт (как и на части кырмызов); когда старые гуртильные верейки износились, новыми верейками стали наносить на монеты уже сетчатый гурт. Пятаки 1787 года с сетчатым гуртом очень редки, но в 1788 году он у всех монет. Специалист по перечеканкам М. Якубович полагал что дата на 2 копейках 1788 года неизменно указывает, что вторая цифра «8» перебита на штемпеле из «7». Именным Указом от 30 мая 1787 года таврические монеты были допущены к обращению во всей империи.
В 1787 году чеканились медные монеты номиналом 5 копеек с двумя видами гуртов: сетчатым и шнуровидным, их тираж составил 460 000 штук. В 1788 году чеканились монеты номиналом 2 копейки и 5 копеек. У пяти копеек тираж составил 499 000 штук, а 2 копейки считаются раритетом при тираже 60 050 экземпляров. Монеты Таврического монетного двора являются редкими и популярными среди коллекционеров. Как доказал В. В. Уздеников, в 1787 году в ожидании приезда императрицы в новоприобретенную область отчеканили малым тиражом серебряные таврические монеты (иногда называемые потемкинскими), а уже по приезде Екатерины II с императором Иосифом II для царствующих особ в их присутствии отчеканили две золотые памятные медали.

## Исследования
Деятельность монетного двора и его монеты исследовали такие специалисты как Я. Я. Рейхель, Ф. Ф. Шуберт, профессор Смирнов, Великий князь Георгий Михайлович, И. И. Толстой, А. А. Ильин, П. П. фон Винклер, Г. Северин, М. Якубович, И. Г. Спасский, В. В. Уздеников, Р. Зандер.